# Баткат
Батка́т (рос. Баткат) — село у складі Шегарського району Томської області, Росія. Адміністративний центр Баткатського сільського поселення.

## Населення
Населення — 1201 особа (2010; 1265 у 2002).
Національний склад (станом на 2002 рік):
- росіяни — 91 %